# Атюрьевское сельское поселение
Атюрьевское сельское поселение — муниципальное образование в Атюревском районе Республики Мордовия.
Административный центр — село Атюрьево.

## История
Образовано в 2005 году. Законом от 24 апреля 2019 года, в Атюрьевское сельское поселение были включены все населённые пункты двух упразднённых сельских поселений: Дмитриево-Усадского и Каменского.

## Население
| 2002  | 2010  | 2012  | 2013  | 2014  | 2015  | 2016  |
| ----- | ----- | ----- | ----- | ----- | ----- | ----- |
| 5466  | ↘5156 | ↘4941 | ↘4720 | ↘4509 | ↘4334 | ↘4183 |
| 2017  | 2018  | 2019  | 2020  | 2021  |       |       |
| ↘4018 | ↘3878 | ↘3690 | ↗4289 | ↗5355 |       |       |

## Населённые пункты
В состав сельского поселения входят 15 населённых пунктов:
| №  | Населённый пункт   | Тип населённого пункта | Население |
| -- | ------------------ | ---------------------- | --------- |
| 1  | Арга               | село                   | ↘100      |
| 2  | Атюрьево           | село                   | ↘3920     |
| 3  | Базарная Дубровка  | село                   | ↘0        |
| 4  | Барановка          | деревня                | ↘179      |
| 5  | Вярьвель           | деревня                | ↘12       |
| 6  | Дмитриев Усад      | село                   | ↘406      |
| 7  | Зимовка            | посёлок                | ↘0        |
| 8  | Каменка            | село                   | ↘318      |
| 9  | Кутырки            | деревня                | ↘11       |
| 10 | Нижняя Богдановка  | деревня                | ↘0        |
| 11 | Озерки             | посёлок                | ↘3        |
| 12 | Русская Велязьма   | деревня                | ↘287      |
| 13 | Рыжевка            | посёлок                | →0        |
| 14 | Татарская Велязьма | деревня                | ↗261      |
| 15 | Чудинка            | деревня                | ↘171      |